# عبد العزيز بن جنيد
عبد العزيز بن جنيد هو مفتي عام بروناي، ولدت في 22 ديسمبر 1941م بندر سري بكاوان في بروناي.